# La finta parigina
La finta parigina és una òpera en tres actes composta per Domenico Cimarosa sobre un llibret italià de Francesco Cerlone. S'estrenà al Teatro Nuovo de Nàpols el carnestoltes de 1773.